# Penselsvin
Penselsvin eller Afrikanskt flodsvin (Potamochoerus porcus) är en art i familjen svindjur (Suidae).

## Kännetecken
Arten utmärks av den påfallande pälsfärgen. Pälsens grundfärg är rödbrun men på djurets rygg finns en vit remsa. Ansiktets färg är grå till svart och det förekommer vita ringar runt ögonen och även trynets ovansida är vit. Dessutom kännetecknas arten av de långa skäggen vid kinden och av de vita hårtofsarna vid öronspetsarna som liknar penslar och som har givit djuret dess namn. Hos bägge könen finns förlängda hörntänder. De finns både i övre och i undre käken. Hanar har dessutom vårtiga knölar framför ögonen.
De har en kraftig kroppsbyggnad, korta robusta extremiteter och en jämförelsevis lång svans som med undantag av vippan vid spetsen är naken. Penselsvin når en kroppslängd mellan 110 och 150 cm, en mankhöjd mellan 55 och 80 cm och en vikt mellan 45 och 120 kg.

## Utbredning
Penselsvin lever i västra och centrala Afrika. Deras utbredningsområde sträcker sig från Senegal till Kongo-Kinshasa. De är inte specialiserade på ett särskilt habitat och lever i skogar, savann och träskmarker. Alltför torra områden undviker de däremot.

## Levnadssätt
Dessa svindjur är aktiva på natten och vilar på dagen i självgrävda gropar som är gömda bland tät vegetation. De lever i familjegrupper av 2 till 15 individer oftast med en vaktande hane. Varje grupp har ett avgränsat territorium som markeras med körtelvätska och genom att skrapa med hörntänderna i trädstammar.
När de blir attackerade kan de snabbt ta till flykten eller simma till säkra platser. Ibland försvarar sig gruppen mot fiender som huvudsakligen utgörs av kattdjur och hyenor.

## Föda
Penselsvin är allätare som livnär sig av rötter, rotfrukter och blad men även av insekter, mindre ryggradsdjur och as.

## Fortplantning
Efter dräktigheten som varar i 120 till 130 dagar föder honan 1 till 6 (genomsnittligt fyra) ungdjur. Ungdjuren kan kort efter födelsen gå och följa sin moder. De har i början ljusa strimmor på kroppen. Alla hanar och honor i gruppen är ansvariga för ungarna tills modern efter två till fyra månader slutar att ge di. Unga penselsvin är könsmogna efter två till tre år.

## Penselsvin och människor
Penselsvin har dragit nytta av att människor jagade leoparder som är en av artens naturliga fiender. Beståndet ökade därför betydligt. I flera områden anses penselsvin som skadedjur på grund av att de uppsöker odlad mark. Penselsvin har en stor utbredning och räknas inte till de hotade arterna.

## Systematik

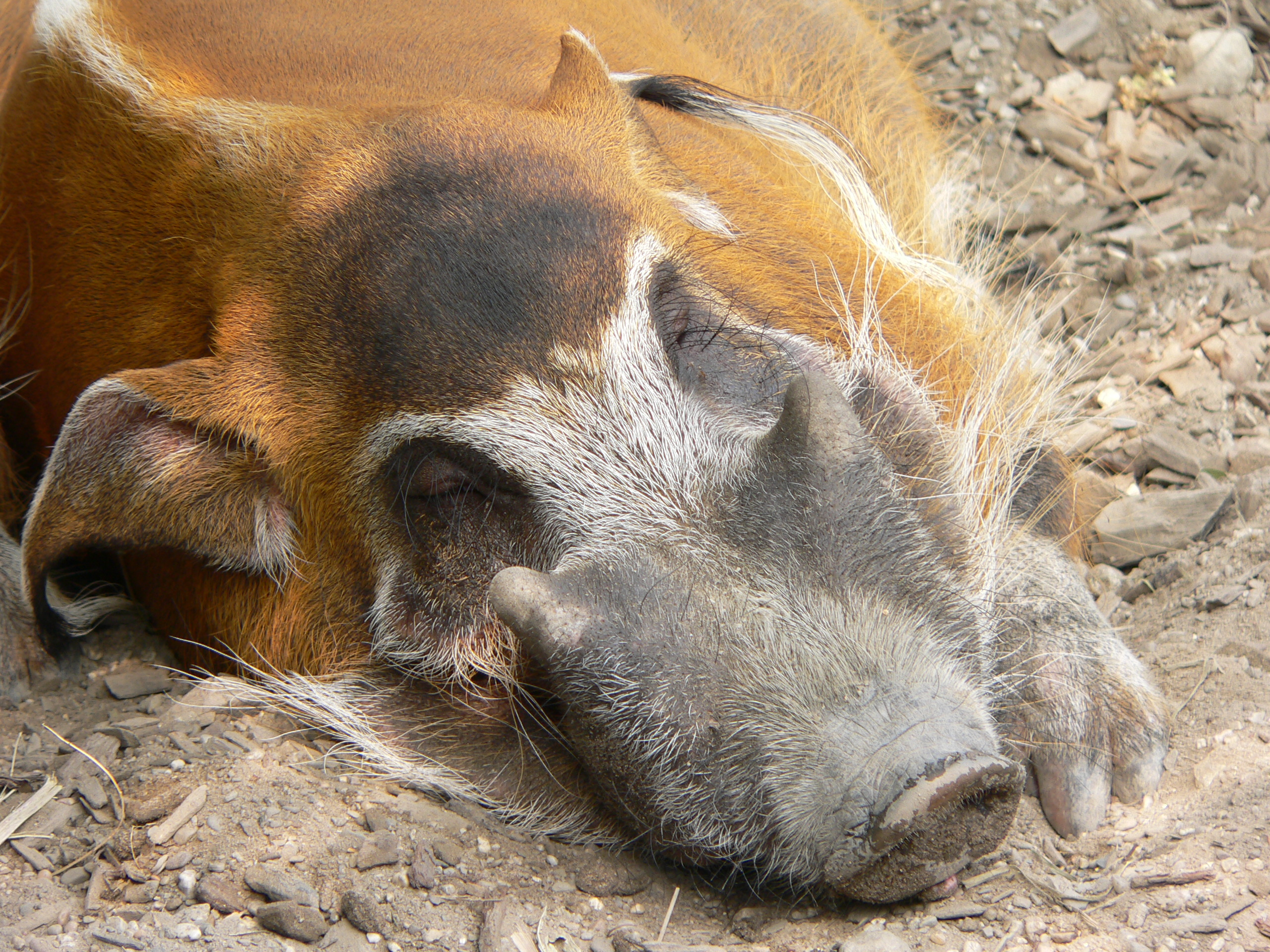
Penselsvinets tryne

Penselsvin och busksvin betraktades tidigare som samma art. Idag skiljs de i två arter på grund av olikheter i utseendet (busksvinets pälsfärg är inte så kontrastrik) och av de olika utbredningsområdena (busksvin lever i östra och södra Afrika). Tillsammans bildar de släktet Potamochoerus.